# Константин Рябинкин
Константин Трофимович Рябинкин (на руски: Константинъ Трофимовичъ Рябинкинъ) е руски офицер, генерал-лейтенант. Участник в Руско-турска война (1877 – 1878). Български офицер, подполковник.

## Биография
Константин Рябинкин е роден на 28 май 1848 г. в семейството на потомствен дворянин. Посвещава се на военното поприще. Завършва 1-ва Московска военна гимназия (1866) и Александровското военно училище (1868).
Участва в Руско-турска война (1877 – 1878) като поручик в лейбгвардейския Литовски полк. Отличава се при Обсадата на Плевен.
След войната служи в Българската армия. Преподава топография във Военното училище в София. В периода 31 май 1879 – 11 януари 1882 г. е началник на Военното училище. Награден е с българския орден „Свети Александър“ V степен (1882).
Между 1882 и 1884 г. е командир на осма пеша врачанска дружина. Константин Рябинкин е един от родоначалниците на лятното лагерно обучение в България. От 1884 г. е командир на седми пехотен преславски полк.
Отзован е след Съединението на Източна Румелия с Княжество България. Завръща се в Русия. Служи в лейбгвардейския Литовски полк. Командир на 192-ри пехотен Римникски пехотен полк, 184-ти Варшавски пехотен полк и 34-ти Севски пехотен полк. (1890 – 1902).
Повишен е във военно звание генерал-майор от 1902 г. с назначение за командир на 1-ва бригада от 9-а Пехотна дивизия дислоцирана в Полтава.
Достига до военно звание генерал-лейтенант. Взема участие в Руско-японската война (1904 – 1905) и е тежко ранен. Умира от раните си на 28 август 1904 г.